# Mikkola (Vanda)
Mikkola är en stadsdel i Vanda stad i landskapet Nyland. 
Mikkola ligger i nordöstra Vanda, öster om Korso. Stadsdelen gränsar i väster till Matar, i norr till Brännbergavägen, i öster till Lahtisleden och i söder till Kervo å och Sibbo kommun. Stadsdelen ligger mellan brottdalarna i Jokivarsi och Räckhals och terrängen består av låga kullar. Bebyggelsen i Mikkola härstammar från 1970-talet och är tät höghusbebyggelse. Det finns ett litet köpcentrum i stadsdelen och en enhetsskola i vars anslutning det finns bibliotek, rådgivning och tandläkare. 